# Yvon Poitras
Pour les articles homonymes, voir Poitras.
Yvon Poitras est un homme d'affaires et un homme politique canadien.

## Biographie
Yvon Poitras est né le 13 juillet 1948 à Grand-Sault, au Nouveau-Brunswick. Son père est Euclide Poitras et sa mère est Pauline Rossignol. Il étudie au Collège Saint-Joseph de Memramcook puis à l'Université de Moncton. Il épouse Laurette Lebel le 7 juin 1969 et le couple a deux enfants.
Il est député de Restigouche-Ouest à l'Assemblée législative du Nouveau-Brunswick de 1982 à 1987 en tant que progressiste-conservateur. Il est aussi ministre des Affaires municipales de 1982 à 1985 et président du Conseil de gestion de 1985 à 1987.
Il est le vice-président du conseil d'administration de l'hôpital Hotel-Dieu et du foyer de soins Monseigneur Melanson de Saint-Quentin et le vice-président de l'Association canadienne des Chambres de commerces. Il est l'ancien directeur du Centre culturel de Saint-Quentin et il est membre de la Chambre de commerce locale.